# Town of Bassendean
Town of Bassendean är en kommun i Australien. Den ligger i delstaten Western Australia, i östra delen av delstatshuvudstaden Perth. Antalet invånare var 15 092 vid folkräkningen 2016.
Följande samhällen finns i Town of Bassendean:
- Ashfield
- Bassendean
- Eden Hill